# جو مكدونالد
جو مكدونالد (بالإنجليزية: Joe McDonald)‏ (10 فبراير 1929 ببلانتاير في مالاوي - 2003 في أستراليا) هو مدرب كرة قدم ولاعب كرة قدم بريطاني في مركز الظهير. شارك مع منتخب اسكتلندا لكرة القدم. أما مع النوادي، فقد لعب مع نادي سندرلاند ونادي فالكيرك ونوتينغهام فورست ويوفل تاون وWisbech Town F.C. ‏.

## وصلات خارجية
- جو مكدونالد على موقع الاتحاد الإسكتلندي (الإنجليزية)
- جو مكدونالد على موقع قاعدة بيانات كرة القدم.إي يو (الإنجليزية)
- جو مكدونالد على موقع ناشيونال فوتبول تيمز (الإنجليزية)